# バルクマイクロマシニング
バルクマイクロマシニングとは、MEMS(マイクロマシン)作製技術の一つ。
基板もしくは厚膜(数十μm以上)を加工してMEMSデバイスを作製する技術の総称。(参考:サーフェイスマイクロマシニング)
主にSOI(Silicon On Insulator)ウエハや基板そのものを加工してデバイスを作製する。
従来は水酸化カリウム(KOH)や水酸化テトラメチルアンモニウム(TMAH)などを用いたウエットエッチングによる加工が主流であったが、ICP-RIEによる深掘りエッチングが可能となり、これが主流となった。
ボッシュプロセスの発明により、シリコンに対する垂直な深掘りエッチングが可能となった。

## 加工技術の種類

### LIGAプロセス
- シンクロトロン放射光

### ウエットエッチング
異方性(結晶面に依ってエッチング速度が違う事を利用。アルカリ性のエッチング液を使う場合が多い)
- 水酸化カリウム(KOH)
- TMAH

等方性

### ドライエッチング
- 反応性イオンエッチング(RIE:Reactive Ion Etching)
- 誘導結合プラズマRIE(ICP-RIE:Inductive Coupled Plasma-RIE)

### その他
- 基板接合
- ダイシング

## 関連事項
- ICP-RIE
- サーフェイスマイクロマシニング
- MEMS
- マイクロマシン
- ボッシュプロセス(Bosch process)